# Noël de Tissot
Noël de Tissot (ur. 22 grudnia 1914, zm. 21 sierpnia 1944 w rejonie Przecławia) – francuski wojskowy, wysoki działacz organizacji vichystowskich, dowódca kompanii Waffen-Grenadier-Brigade der SS „Charlemagne” (französische Nr.1).
Uczestniczył jako ochotnik w wojnie domowej w Hiszpanii po stronie wojsk gen. Francisco Franco. Brał udział w wojnie francusko-niemieckiej w maju-czerwcu 1940 roku jako oficer artylerii. Został odznaczony Croix de Guerre. Po zajęciu Francji przez wojska niemieckie poparł władze Francji Vichy. Wstąpił do masowej organizacji kombatanckiej Francuskiego Legionu Kombatantów, zostając sekretarzem generalnym jego struktur w departamencie Alpy Nadmorskie. Od końca 1941 działał w kierownictwie paramilitarnej Legionowej Służby Porządkowej (SOL). 13 marca 1942 roku objął funkcję sekretarza generalnego organizacji. Po jej rozwiązaniu na początku stycznia 1943, przeszedł do utworzonej na bazie SOL Milicji Francuskiej. Został szefem gabinetu sekretarza generalnego Josepha Darnanda. Był autorem emblematu Milice Française, zwanego Gamma. W 1944 roku wstąpił do francuskich oddziałów Waffen-SS. Przeszedł przeszkolenie oficerskie w szkole w Bad Tölz, uzyskując stopień Waffen-Obersturmführera der SS. Objął dowództwo kompanii w Waffen-Grenadier-Brigade der SS „Charlemagne” (französische Nr.1). Walczył na froncie wschodnim na obszarze Rzeszowszczyzny. Po rozbiciu jego pododdziału przez Armię Czerwoną na północ od Przecławia, dostał się do niewoli sowieckiej i natychmiast został rozstrzelany.